# كيث بارون
كيث بارون (بالإنجليزية: Keith Barron)‏ هو ممثل بريطاني، ولد في 8 أغسطس 1934 في المملكة المتحدة، وتوفي في 15 نوفمبر 2017.

## وصلات خارجية
- كيث بارون على موقع IMDb (الإنجليزية)
- كيث بارون على موقع روتن توميتوز (الإنجليزية)
- كيث بارون على موقع ميوزك برينز (الإنجليزية)
- كيث بارون على موقع إن إن دي بي (الإنجليزية)
- كيث بارون على موقع قاعدة بيانات الفيلم (الإنجليزية)